# Hipparchia angliae
Hipparchia angliae är en fjärilsart som beskrevs av Ruggero Verity 1924. Hipparchia angliae ingår i släktet Hipparchia vilken i sin tur ingår i familjen praktfjärilar. Inga underarter finns listade i Catalogue of Life.